# Architect of Fear
Architect of Fear è l'ottavo album in studio del gruppo heavy metal inglese Raven, pubblicato nel 1991.

## Tracce
1. Architect of Fear Intro – 1:21
2. Architect of Fear – 4:01
3. Disciple – 4:03
4. Got the Devil – 4:39
5. Part of the Machine – 3:59
6. Under the Skin – 5:27
7. White Hot Anger – 5:31
8. Can't Run and Hide – 2:48
9. Blind Leading the Blind – 5:03
10. Relentless – 3:49
11. Just Let Me Go – 6:08
12. Heart Attack – 3:52
13. Sold Down the River – 3:52

## Formazione
- John Gallagher - basso, voce
- Mark Gallagher - chitarra, cori
- Joe Hasselvander - batteria, cori